# Талкитна (горы)
Горы Талкитна (атна: Dghelaay tahwt’aene) — горный хребет Аляски с наивысшим пиком 2697 м. Горы Талкитна препятствуют проникновению в долину Матануска-Суситна арктического холода на севере. На западном предгорье располагаются города Траппер Крик, Талкитна, Уасилла, Палмер, Саттон-Элпин, Чикалун. Восточный 160-метровый склон чередуется долинами, лесом и болотами, в центре которых высится вулкан Врангеля (4207 м). 4-е аляскинское шоссе прорезает низменность на севере, 3-е аляскинское шоссе — на западе, 1-е аляскинское шоссе проходит на юге через долину, обозначающую тектонический разлом гор юрского и мелового периодов. 8-е аляскинское шоссе сезонное и ведёт в горную местность в 1200 м к северу от гор Талкитны.
Сезонная туристическая тропа Хэтчер Пасс ведёт вверх к историческому парку (англ. Independence Mine State Historical Park), откуда открывается вид на ледник Матануска.
В государственной собственности находится большая часть земли, где обитают многие крупные млекопитающие, в том числе медведи-гризли, барибалы, лоси, карибу, волки, росомаха и баран Далла.

## Основные горные пики
Основные горные пики:
- Соверен (Sovereign Mountain, 2697,18 м)
- Уайт-Найт (White Knight Peak, 2575,56 м)
- Тирантс-Тор (Tyrant’s Tor, 2484,12 м)
- Аполло (Mount Apollo, 2423,16 м)
- Монарх (Mount Monarch, 2166,52 м)
- Грэнит (Granite Peak, 2051 м)
- Лава (Lava Mountain, 2017,78 м)
- Гансайт (Gunsight Mountain, 1963,22 м)
- Уотана (Mount Watana, 1906,52 м)
- Шип (Sheep Mountain, 1896,77 м)

## Главные ледники
- Чикалун (Chickaloon Glacier)
- Талкитна (Talkeetna Glacier)
- Майнт (Mint Glacier)
- Сноубёрд (Snowbird Glacier)
- Бомбер (Bomber Glacier)
- Пенни-Ройял (Penny Royal Glacier)

## Галерея
- Ледник Snowbird (досл. Снежная птица)
- Вид на озеро Reed Lake (видео)
- озеро на альпинистском маршруте Reed Lakes
- Хижина у ледника Mint